# サイモン・ベケット
サイモン・ベケット（Simon Beckett、1960年4月20日 - ）は、イギリスのジャーナリスト、作家。イングランド中部のシェフィールド出身、在住。代表作「法人類学者デイヴィッド・ハンター」シリーズは、世界中で1200万部が発行されており、特にドイツとスカンディナヴィアでは大きな成功を収めている。

## 経歴
1960年4月20日、イングランド中部の工業都市シェフィールドの労働階級の家庭に生まれる。大学院で英文学の学位を取得した後、スペインで教鞭を取るかたわら、バンド活動をし、やがてフリーランスのジャーナリストとなった。『タイムズ』『インデペンデント日曜版』『デイリー・テレグラフ』『オブザーバー』などに記事を書いた。1994年の"Fine Lines" を含む何作かの小説を書いた後、2006年、デイヴィッド・ハンターシリーズの第1作『法人類学者デイヴィッド・ハンター』（原題：The chemistry of death ）を上梓する。同作はゴールド・ダガー賞にノミネートされた。シリーズの刊行は、『骨の刻印』（原題：Written in Bone 、2007年8月）、『骨と翅』（原題：Whispers of the Dead 、2009年1月）、"The Calling of the Grave" （2010年）と続き、世界中で数百万部以上が売れており、特にドイツとスカンディナヴィアで人気が高い。
デイヴィッド・ハンターシリーズを書くきっかけとなったのが、『デイリー・テレグラフ』の記事執筆のリサーチのために、2002年にテキサス州のボディーファーム（正式名称：テネシー大学人類学研究所、法人類学者ビル・バス博士の提唱で創設された、いわゆる死体農場）を訪れたことだった。本物の腐乱死体を含む犯罪の痕跡を見て、いつどこでどのように亡くなったのかを科学で確認する工程を目の当たりにしたことでインスパイアされ、主人公のキャラクターを、彼自身の言葉で言えば「傷付きやすく」「人間味がある」法人類学の権威にしようと決めた。

## 作品リスト

### 法人類学者デイヴィッド・ハンター シリーズ
| # | 邦題                             | 原題                     | 刊行年 | 刊行年月  | 訳者       | 出版社             |
| - | -------------------------------- | ------------------------ | ------ | --------- | ---------- | ------------------ |
| 1 | 法人類学者デイヴィッド・ハンター | The Chemistry of Death   | 2006年 | 2009年2月 | 坂本あおい | ヴィレッジブックス |
| 2 | 骨の刻印                         | Written in Bone          | 2007年 | 2012年3月 | 坂本あおい | ヴィレッジブックス |
| 3 | 骨と翅（はね）                   | Whispers of the Dead     | 2009年 | 2014年2月 | 坂本あおい | ヴィレッジブックス |
| 4 |                                  | The Calling of the Grave | 2010年 |           |            |                    |

### その他
| 邦題           | 原題                | 刊行年 | 刊行年月  | 訳者       | 出版社   |
| -------------- | ------------------- | ------ | --------- | ---------- | -------- |
|                | Fine Lines          | 1994年 |           |            |          |
|                | Animals             | 1995年 |           |            |          |
|                | Where There's Smoke | 1997年 |           |            |          |
|                | Owning Jacob        | 1998年 |           |            |          |
| 出口のない農場 | Stone Bruises       | 2014年 | 2015年7月 | 坂本あおい | 早川書房 |